# ビルギット・ヴァイル
ビルギット・ヴァイル(ドイツ語: Birgit Weyel , 1964年ジーゲン-)はドイツの福音主義神学者。2007年にテュービンゲン大学福音主義神学部実践神学講座の教授に就任。

## 経歴と研究業績
ビルギット・ヴァイルはボン大学とベルリン(フンボルト)大学で福音主義神学を学んだ後、1992年にベルリン・ミッテ地区で牧師補に任職された。1997年、学位請求論文「ゲッティンゲン説教黙想の主題としての復活祭」でベルリン(フンボルト)大学から神学博士号が授与された。2004年、「牧師職に関する実際的的教養」と題する論文で大学教授資格ハビリタツィオンを取得した。2007年以降、テュービンゲン大学福音主義神学部実践神学(牧会学)講座の教授に就いている。ミュンヘン大学 (2006年)とベルリン(フンボルト)大学 (2013/2014)からの教授職招聘を彼女は辞退している。

### 研究業績
ビルギット・ヴァイルの実践神学研究は彼女自身において牧師として学んだ事柄と学際的協力によって形作られている。彼女の研究は教会でおこなわれている宗教的実践に関する省察に基づいている。彼女の研究における更なる重点項目は敬虔な文書の成立と活用である。彼女は経験的宗教研究グループの創設メンバーであり、ドイツ福音主義教会(EKD)が設立した教会員動向調査研究に関する学術諮問委員会にも属している 。

## 著作

### 単著
- Ostern als Thema der Göttinger Predigtmeditationen Vandenhoeck & Ruprecht, Göttingen 1999, ISBN 978-3-525-62358-9.
- Praktische Bildung zum Pfarrberuf. Das Predigerseminar Wittenberg und die Entstehung einer zweiten Ausbildungsphase evangelischer Pfarrer in Preußen. Mohr-Siebeck, Tübingen 2006, ISBN 978-3-16-148881-8.

### 共著
- mit Wilhelm Gräb: Handbuch Praktische Theologie. Gütersloher Verlagshaus, Gütersloh 2007, ISBN 978-3-579-08018-5.
- mit Kristin Merle: Seelsorge. Quellen von Schleiermacher bis zur Gegenwart. Mohr-Siebeck, Tübingen 2009, ISBN 978-3-8252-3276-4.
- mit Wilhelm Gräb, Hans-Günter Heimbrock: Praktische Theologie und empirische Religionsforschung. Evangelische Verlagsanstalt, Leipzig 2013, ISBN 978-3-374-03369-0.
- mit Peter Bubmann (Hrsg.): Kirchentheorie. Praktisch-theologische Perspektiven auf die Kirche. Evangelische Verlagsanstalt, Leipzig 2014, ISBN 978-3-374-03897-8.